# Gay and Lesbian Employees at Microsoft

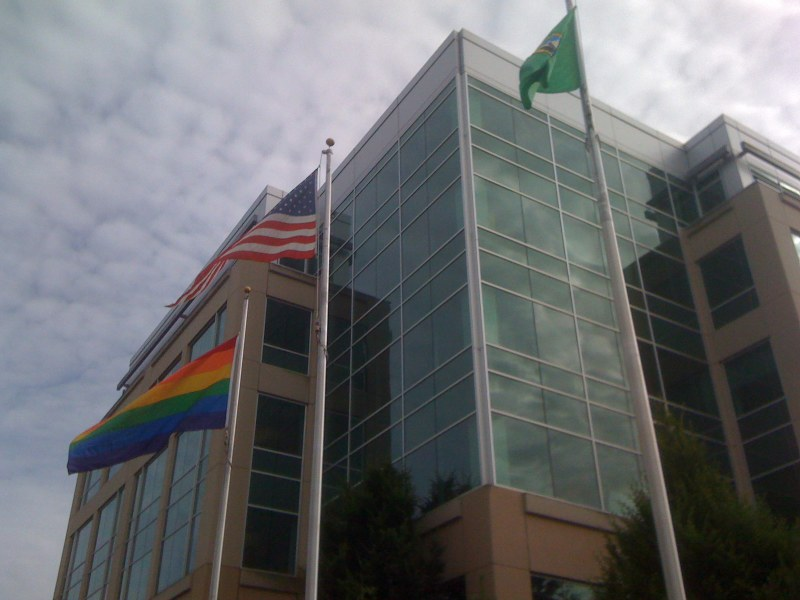
IssaquaにあるMicrosoft Sammamish Campusに掲げられている左の旗がGLEAMの旗である。

「Gay and Lesbian Employees at Microsoft」, 「Gay, Lesbian, Bisexual and Transgender Employees at Microsoft」 (GLEAM) は、ゲイ · レズビアン · バイセクシャル · トランスジェンダーであるマイクロソフト社員のグループである。GLEAMは1980年代にマイクロソフト内の個人的なメーリングリストに始まり、メーリングリストの社員は1989年に社内の反差別方針に性的指向を加えるために運動をした。1997年に当時のグループのリーダーは反同性愛者の行動が起こったことを指摘した。
GLEAMは同性の家庭内のパートナーに対し、保険やその他の利益が提供されるようにマイクロソフトに請願活動をした。Lotusがその働きに対してそれらの利益を提供したあと、ロビー活動は強くなった。1993年にマイクロソフトはそれらの利益を提供するようになった。
1993年に、黒人社員のグループの「Blacks At Microsoft (BAM)」、女性社員のグループの「Hoppers」と類似したグループに加えてGLEAMはDiversity Advisory会議で正式に組織されるようになった。
最近では、GLEAMはマイクロソフトにトランスジェンダーのケアといくらかの医療行為が施せるようにするために2005年4月に組織の範囲を拡大し、そして2006年に性の同一性と表現を反差別方針に加えるように影響を与えた。
Human Rights Campaign （トランスジェンダーの問題に集中するアメリカの同性愛の権利グループ）は、マイクロソフトのCorporate Equality Index （企業平等指数）を100%と評価を更新した。

## ワシントン州の同性愛の権利の法律
GLEAMはワシントン州の同性愛の権利の法律に対してマイクロソフトの支持を求めた。ワシントン州下院の第1515議案（現在州に施行されている性的指向に基づく反差別法の拡張議案）の立法公聴会にて、マイクロソフトの従業員2人が議案に関わる一般市民として証言を行った。慎重的な宗教団体は、マイクロソフトが組織として立法行為に対して積極的な働きかけを行い、逆に支援を求めていると解釈した。
2005年4月22日付の電子メールにて、CEOスティーブ・バルマーはマイクロソフトの従業員へ年初に、企業としてより中核事業（コンピュータ・プライバシーなど）に関連する法案への直接的な働きかけに焦点を合わせるとの説明を行った。同じメールにて、バルマーは多様性を認める会社の方針を確認し、個人株主に法案への支援を促したが、どちら側でも誰も会社の代表者とし意見すべきでないと述べた。
その反応として、パブリックイメージと前述のメールによる「信頼の欠如」を回復する手段をマイクロソフトはとるべきだとする提案の電子メールをGLEAMの代表者会が7日後に送った。提案では、マイクロソフトの中立的な立場は誤りであると認めるべきだとし、プレスリリースの発表と7日間のリリースの周知期間の提示と、GLEAMをLGBTコミュニティへのアウトリーチの「主題専門家」パートナーとして6日間の「徹底したアウトリーチ」を行うというものであった。それまでの間に、マイクロソフトに法案のサポートを求める請願書には1700人の署名が集まった。
5月6日に、バルマーは自身の原則的な立場を表明する別のメールを従業員へ向けて送り、ビジネスにおける優先順位について会社のロビー活動の中核を変更しないことと、職場におけるサポートの公平性がビジネスの優先であり、今後は第1515案のような法案への支持を行うと確信していると表明した。しかしその時点ではワシントンの法案審議は会期が終了し、同案は廃案となっていた。
法案は次の立法議会（2006年）でゲイを公表している共和党の Ed Murray 議員の主導により通過し、43区の共和党上院議員 Bill Finkbeiner の引退によって空いた議席を民主党員でマイクロソフト出身の Eric Oemigが獲得した。2006年の選挙においても、43区では Ed Murray が当選している。